# 1903 au Nouveau-Brunswick
Chronologie du Nouveau-Brunswick
- 1899
- 1900
- 1901
- 1902
- 1903
- 1904
- 1905
- 1906
- 1907

Cette page concerne des événements d'actualité qui se sont produits durant l'année 1903 dans la province canadienne du Nouveau-Brunswick.

## Événements
- Fermeture du journal Le Courrier des provinces maritimes.
- 3 mars : 31e élection générale néo-brunswickoise.
- 20 avril : James Domville est nommé au Sénat.
- 27 décembre : l'ancien premier ministre provinciale Andrew George Blair quitte ses fonctions de député de la Cité de Saint-Jean à la Chambre des communes.

## Naissances
- 22 juillet : Albany Robichaud, député et maire de Bathurst.

## Décès
- 13 avril : Arthur Hill Gillmor, député et sénateur.
- 10 décembre : Stephen Burpee Appleby, député.